# Гипергамия
Гиперга́мия (от греч. hyper — «над, сверх» и gamos — «брак») — вступление в брак с лицом более высокого социального статуса.

## В Индии
В сельской Индии гипергамия — это возможность подняться. Браки в сельских районах Индии всё чаще становятся примерами гипергамии. Фермеры и другие сельские рабочие хотят, чтобы их дочери имели доступ к городской жизни, поскольку наличие городских связей даёт доступ в Интернет, лучшие возможности трудоустройства и социальные круги более высокого класса. Городские связи дают более широкий кругозор для семьи невесты, и маленькие дети в семье могут быть отправлены жить с парой в город для получения лучшего образования. Однако гипергамия имеет свою цену — приданое, которое часто стоит столько же или даже больше, чем целый дом. Высокая цена, которую приходится платить родителям за подходящий брак для дочери, привела к увеличению числа абортов.

## На западе
Исследование, проведённое Миссурийским университетом в 2003 году, показало, что женщины в качестве партнёров обычно предпочитают доминантных мужчин. Исследования, проведённые во всём мире, убедительно подтверждают позицию, согласно которой женщины предпочитают брак с партнёрами, которые являются успешными в культурном отношении или имеют высокий потенциал для достижения успеха в культурном отношении. Самое обширное из этих исследований включало 10 000 человек из 37 культур на шести континентах и пяти островах. Во всех культурах женщины ценили «хорошие финансовые перспективы» больше, чем мужчины. В 29 выборках такие качества будущего партнёра как «амбиции и трудолюбие» для женщин были важнее, чем для мужчин. Мета-анализ исследований, опубликованных с 1965 по 1986 год, выявил одинаковые половые различия (Feingold, 1992). Согласно результатам исследований, 3 из 4 женщин оценили социально-экономический статус как более важный для будущего партнёра по браку, чем средний мужчина. Женщины более избирательны в выборе брачных партнёров, чем мужчины.(Feingold, 1992; Hatfield & Sprecher, 1995; Hill & Hurtado, 1996; Kenrick et al., 1990).

## Исследования
Отдельные исследования выбора брачных партнёров показали, что мужчины и женщины по-разному подходят к выбору супругов: мужчины предпочитают молодых и привлекательных женщин, а женщины склонны предпочитать мужчин, которые богаты, хорошо образованы, амбициозны и привлекательны. По мнению некоторых эволюционных психологов это неотъемлемые половые различия, обусловленные половым отбором у человека, когда мужчины стремятся найти женщину, способную родить здоровых детей, а женщины стремятся найти мужчину, который будет в состоянии обеспечить семью необходимыми ресурсами.
Теоретики социального научения говорят, что женщины ценят мужчин с высокими доходами, потому что женская возможность заработка ограничена их обделённым положением в обществе доминирующих мужчин. Они утверждают, что по мере того, как общество будет становиться всё более равноправным по отношению к женщинам, предпочтения в выборе женщин также изменятся. Эта теория подтверждается некоторыми исследованиями, включая анализ, проведённый в 2012 году, в ходе опроса 8953 человек в 37 странах, где было установлено, что чем больше в стране гендерного равенства, тем больше и мужчины и женщины сообщали о том, что ищут друг в друге одинаковые качества. Тем не менее, Таунсенд (Townsend, 1989) провёл опрос среди студентов-медиков относительно их восприятия того, как изменилась доступность брачных партнёров по мере продвижения по службе. Восемьдесят пять процентов женщин указали, что «по мере того, как мой статус повышается, мой круг приемлемых партнёров уменьшается». Напротив, 90 процентов мужчин чувствовали, что «по мере того, как мой статус увеличивается, мой круг приемлемых партнёров увеличивается».:246
Основываясь на математических моделях, Жиль Сен-Поль (Gilles Saint-Paul, 2008) утверждал, что женская гипергамия у человека возникает из-за того, что у женщины в моногамных отношениях высокая цена потери потенциальных партнёров (учитывая более медленный репродуктивный темп и ограниченный период фертильности), и, как следствие, это должно компенсироваться стоимостью выхода замуж. Брак снижает общее генетическое качество её потомства через исключение возможности её оплодотворения генетически более высококачественным самцом, пусть даже и без его родительского вклада. Тем не менее, эта потеря может быть компенсирована более высоким уровнем родительского вклада её генетически более низкокачественного мужа.
Эмпирическим исследованием было изучено предпочтение пользователей сервиса онлайн знакомств в Израиле с высоким перекосом в соотношении полов (646 мужчин на 1000 женщин). Несмотря на такое неравномерное соотношение полов, было обнаружено, что «Касательно образования и социально-экономического статуса женщины в среднем проявляют большую гипергамную селективность; они предпочитают партнёров, которые превосходят их по этим признакам … в то время как мужчины выражают стремление к аналогу гипергамии на основе физической привлекательности; им нужен партнёр, который занимает более высокое место по шкале физической привлекательности, чем они сами».:51
Другое исследование не выявило статистической разницы в количестве «женатых» женщин или мужчин в выборке из 1109 супружеских пар в Соединённых Штатах, впервые вступивших в брак.
Ещё одно исследование показало, что в Великобритании гипергамия значительно снизилась после 1950 года. Традиционные брачные практики, при которых мужчины «выходят замуж» в сфере образования, недолго сохраняются, после того женщины получают преимущество в образовании.

## Распространённость
В относительно равноправных обществах в целом считается приемлемым, что молодые женщины иногда вступают в отношения с влиятельными пожилыми мужчинами;с общим правилом, что пожилые мужчины имели больше времени для накопления богатства и статуса, чем более молодые мужчины, и они в среднем более богаты и имеют более высокий статус.
Различные формы гипергамии встречаются на протяжении всей истории, в том числе на Индийском субконтиненте, в Китайской империи, Древней Греции, Османской империи и Феодальной Европе.
Сегодня большинство людей вступают в брак с примерно социально равными партнёрами, а в некоторых частях мира наблюдается уменьшение гипергамии. Женщины всё реже выходят замуж за пожилых мужчин (Гипергамия не требует от мужчины быть старше, только более высокого статуса, а социальное равенство обычно относится к социальным кругам, а не к экономическому равенству).
Хотя в статье 2016 года, в которой исследовалась разница в доходах между парами в 1980 и 2012 годах, исследователь Юэ Цянь отметил, что тенденция женщин выходить замуж за мужчин с более высокими доходами, чем они сами, всё ещё сохраняется в современную эпоху.